# Grewia elyseoi
Grewia elyseoi är en malvaväxtart som beskrevs av Alberto Judice Leote Cavaco och Simoes. Grewia elyseoi ingår i släktet Grewia och familjen malvaväxter. Inga underarter finns listade i Catalogue of Life.